# NGC 4697
NGC 4697 је елиптична галаксија у сазвежђу Девица која се налази на NGC листи објеката дубоког неба.
Деклинација објекта је - 5° 48' 0" а ректасцензија 12h 48m 35,8s. Привидна величина (магнитуда) објекта NGC 4697 износи 9,2 а фотографска магнитуда 10,2. Налази се на удаљености од 11,878 милиона парсека од Сунца. NGC 4697 је још познат и под ознакама MCG -1-33-10, UGCA 300, PGC 43276.